# Carta-patente

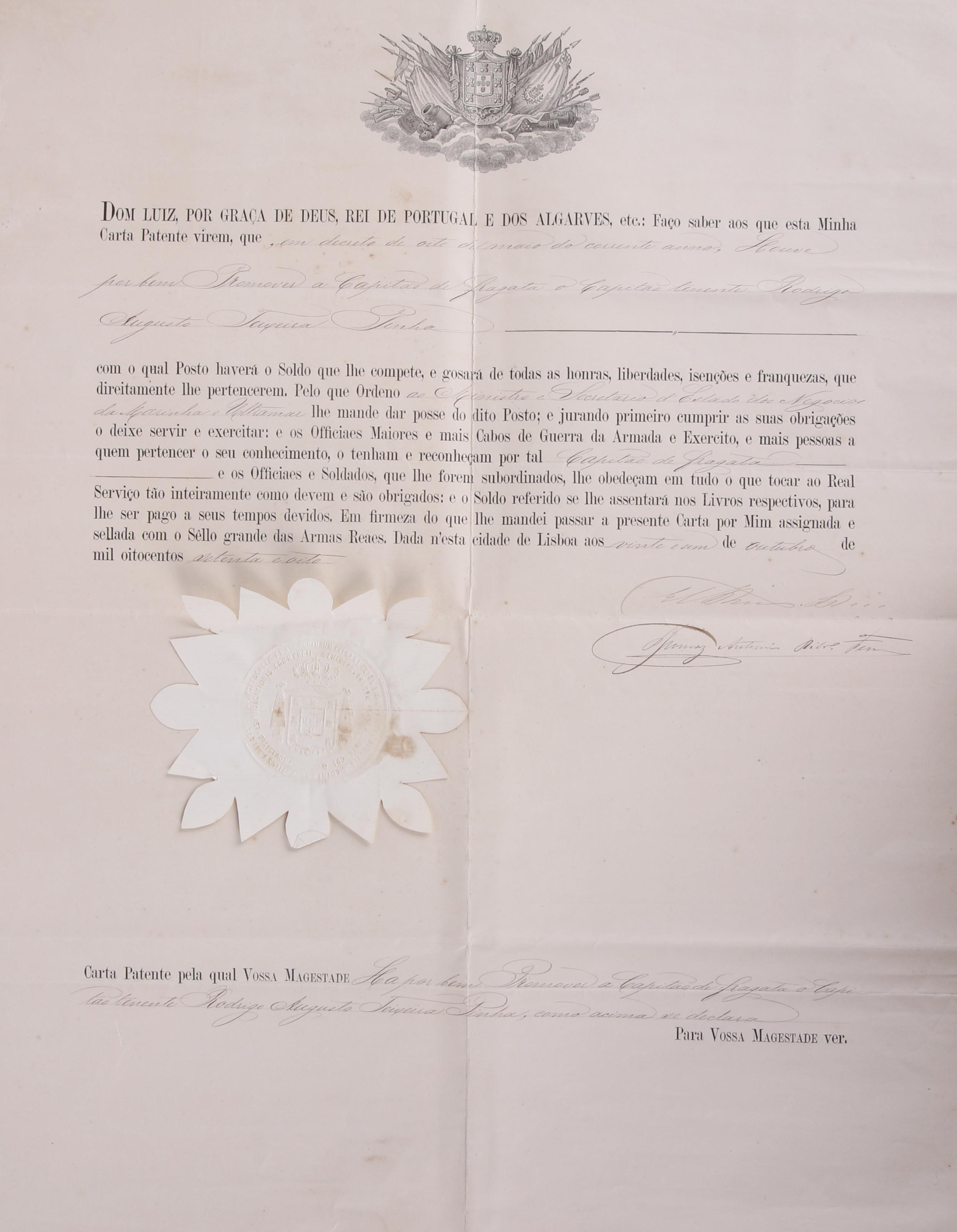
Uma carta-patente emitida pelo rei Luís I de Portugal em 1878.

Cartas-patente são um tipo de documento legal em forma de carta aberta entregue por um monarca ou governo, que garante um ofício, um direito, um monopólio, um título ou um status a uma pessoa ou para alguma entidade, como uma corporação.
No Brasil, os bancos são autorizados a funcionarem através da entrega de uma carta-patente aos fundadores, assinada pelo governo central.
A carta-patente frequentemente começa com uma saudação, como "Para todos aqueles presentes que possam se interessar". As patentes podem ser usadas para conferir um status de cidadão ou um brasão de armas, para a criação de corporações ou para criar um cargo, por um monarca. Também são comuns em formas de diplomas acadêmicos e títulos acadêmicos que provêm de instituições oficiais. O termo patente se refere, na atualidade, especificamente ao documento que reconhece direitos exclusivos de propriedade industrial sobre uma invenção.
Este tipo de documento era preciso, por exemplo, para a abertura de teatros ou para a criação de companhias de atores no teatro da Restauração inglesa.